# Estilo FM
Estilo FM é uma emissora de rádio brasileira sediada em São Paulo, capital do estado homônimo. Pertence à Rede Mundial de Comunicações.

## História

### Antecedentes
Fundada em 14 de abril de 1963, a Rádio Marconi foi fechada pelo Regime Militar. Seu estilo originalmente destacava a música orquestrada. Resgatada judicialmente pela Rede Mundial de Comunicações na década de 2000, a estação foi reaberta mediante autorização do Poder Judiciário e conseguinte homologação pelo Ministério das Comunicações. Nessa fase, a frequência 92,5 MHz abrigava a programação musical Scalla FM, também baseada em música instrumental orquestrada.
Em 2008, a Scalla FM foi substituída pela Mit FM, emissora criada pela parceria entre a agência de publicidade Africa e a montadora Mitsubishi, quando a frequência 92.5 MHz foi arrendada pelo Grupo Bandeirantes de Comunicação. Inaugurada em 9 de julho daquele ano, a Mit FM operou no mercado paulistano por cerca de quatro anos. Em março de 2012, a parceria foi desfeita, e a Bandeirantes devolveu a 92.5 para a Rede Mundial.

### Iguatemi Prime FM (2012-2014)
A Rede Mundial de Comunicações criou uma nova emissora na frequência de 92,5 MHz em março de 2012, chamada Iguatemi Prime, em parceria com a Iguatemi Empresa de Shopping Centers.
Em 29 de outubro de 2013, a região de Brasília e Goiás, passou a sintonizar a programação da Iguatemi Prime pela frequência de 94,1 MHZ. 
Em 20 de março de 2014, como parte de sua expansão, a emissora de SP muda a frequência passando a operar em 103.7 MHz visando atender simultaneamente capital, Grande São Paulo e a Baixada Santista, substituindo a Kiss FM, que passa a operar em 102.9 MHz. Os 92.5 MHz passam a ser ocupados pela Feliz FM. Devido a reclamações de ouvintes em relação ao baixo alcance do sinal, em 24 de abril de 2014 a grande São Paulo passa a ser atendida em 98.1 MHz também atendendo simultaneamente as regiões de Jundiaí, Sorocaba e Campinas, enquanto que os 103.7 MHz atendem somente a Baixada Santista.
Em 21 de junho de 2014, a emissora deixa de ser sintonizada em 103.7 MHz, dando lugar no dial da Baixada Santista a Hits FM.
Na virada para 2015, a emissora saiu do ar no Rádio FM. Nos 98.1 MHz, abriu espaço para a programação evangélica da Adore FM. Em 94,1 MHz, deu lugar para a rádio Top FM. 

### Estilo FM (2017-presente)
Após a substituição da Iguatemi Prime para a entrada da Feliz FM, a 92.5 FM permaneceu com a programação gospel até 7 de abril de 2017, quando assumiu a frequência da Rádio Estadão e passou por um período de migração de público. Nesta data, a Rede Mundial colocou no ar a Melodia FM, rádio que também possuía programação gospel. A Iguatemi Prime chegou a ser cogitada a entrar como substituta. Alegando alto custo operacional, a Melodia saiu do ar sem aviso prévio em 11 de agosto de 2017, dando lugar a uma reformulação da Iguatemi Prime, com programação adulto-contemporâneo nomeada Prime FM.
Em 29 de agosto de 2017, por conta de problemas com a patente de seu nome, a rádio deixa de se identificar como "Prime FM", mudando o nome da estação para 92 FM e mantendo o mesmo perfil artístico já executado desde a mudança de nome de gospel para adulto-contemporâneo. No dia 6 de setembro, a rádio passou a se identificar como Estilo FM.
Em fevereiro de 2019, a Kiss FM passa a transmitir a sua programação em 92.5 FM e substitui a Estilo FM no rádio na cidade de São Paulo Em 11 de março de 2019, a Estilo FM passa a transmitir pelo 102.1 MHz.
Em 1° de janeiro, a emissora deixou o 102.1 FM sendo substituída pela Adore Mais FM, ,com isso deixando o dial de São Paulo após 3 anos. A Estilo FM segue no 98.1 FM de Itatiba e no 102.9 FM de Cubatão.
Em novembro de 2022, a Estilo FM de Cubatão, que operava em 102.9 MHz recebeu promoção de Classe indo de A3 para A1, além de alterar sua frequência para 93.3 MHz, foi concedido a migração do seu Sistema Irradiante de Cubatão para a Serra do Mar no Alto do Paranapiacaba, porém ainda no município de Santos, numa altitude de 1051 m. Fato que proporcionou uma ampla cobertura sinal entre a Grande São Paulo e a Baixada Santista, promovendo o retorno da marca na capital paulista.
A rádio também está presente na Grande São Paulo em 86.7 MHz, pela Estilo FM Itapevi.

## Emissoras

### Filiais
| Nome      | Cidade, UF         | Frequência  | Prefixo | RDS |
| --------- | ------------------ | ----------- | ------- | --- |
| Estilo FM | Cavalcante, Goiás  | FM 88,5 MHz | —       | Não |
| Estilo FM | Itapevi, São Paulo | FM 86,7 MHz | ZYO 215 | Sim |
| Estilo FM | Itatiba, São Paulo | FM 98,1 MHz | ZYD 981 | Sim |
| Estilo FM | Sumaré, São Paulo  | FM 96,7 MHz | ZYE 303 | Não |
| Estilo FM | Cubatão, São Paulo | FM 93,3 MHz | ZYU 943 | Não |

### Antigas
| Emissora  | Cidade, UF                       | Frequência  | Situação/afiliação atual                                 | Período de afiliação |
| --------- | -------------------------------- | ----------- | -------------------------------------------------------- | -------------------- |
| Estilo FM | Santa Rosa de Viterbo, São Paulo | FM 98,9 MHz | Top FM Santa Rosa de Viterbo, emissora própria da Top FM | Desconhecido         |